# Diringcultuur
De Diringcultuur ofwel Diring Joerjachcultuur (Russisch: Дирингская культура, культура Диринг-Юрях) is een archeologische cultuur uit de oude steentijd, gelegen op het grondgebied van Jakoetië, vernoemd naar de Diringbeek ofwel Diring Joerjach, welke uitmondt in de Lena (nu het natuurpark Lenapilaren).

## Geschiedenis van de vondst
Bij het maken van een proefgeul stootten geologen in 1982 op menselijke resten. Een team van archeologen onder leiding van Joeri Motsjanov legde vervolgens een vijftal graven van de neolithische Ymyjachtachcultuur (2e millennium v.Chr.) vrij.
Na het verwijderen van de onderste neolithische lagen kwamen stenen gereedschappen in het zicht die vanwege hun primitieve kenmerken deden denken aan het vroegpaleolithische Oldowan in Afrika. Wegens het archaïsche karakter van de gereedschappen dateerde Motsjanov hun leeftijd op 1,8 miljoen jaar, zeer veel ouder dan andere locaties in Siberië, en vergelijkbaar met de leeftijd van de oudste plekken van menselijke activiteiten in de Olduvaikloof. In verdere studies bleek dat de lagen van de Diringcultuur afgewisseld werden met afzettingen van de Lena, waarvan hij de leeftijd op niet minder dan 2-3 miljoen jaar schatte. Dit suggereerde dat leeftijd van de Diringcultuur zelfs ouder dan de Olduvaivondsten zou zijn, en de menselijke bewoning in Siberië ouder zou zijn dan in Afrika.
Hoewel Motsjanov bleef vasthouden aan deze buitentropische hypothese over de oorsprong van de mensheid, toonden in 1997 door de Amerikaanse wetenschappers gepubliceerde resultaten van thermoluminescentiedatering aan dat de leeftijd der sedimenten welke de culturele resten van de Diringcultuur bevatten, varieert van 370.000 tot 260.000 BP, hetgeen overeenkomt met het einde van het vroegpaleolithicum. In deze periode werd Oost-Azië nog bewoond door Homo erectus.

## Betekenis en controverse
Een leeftijd van honderdduizenden jaren is weliswaar niet zo indrukwekkend als de oorspronkelijk geclaimde miljoenen, maar ook deze datering herdefinieert het begrip van de verspreiding van de vroegste menselijke voorouders. Deze leeftijd komt overeen met het glaciale maximum in Siberië. Grote gletsjers blokkeerden toen de loop van de Lena met een gigantische dam. Vondsten van een dergelijke oude leeftijd in Noordoost-Azië tonen aan dat het grondgebied al aan het eind van het Vroegpaleolithicum door de mens gekoloniseerd kon worden, en de mogelijkheid van aankomst van de mens in Beringië, en verder tot in Amerika, niet ver weg lag.
Sommige geleerden plaatsen vraagtekens bij de Diringartefacten; zij zijn van mening dat het geen artefacten zijn (dus niet door de mens gemaakt) en beschouwen het als natuurlijke geofacten. De meeste archeologen erkennen ze wel als artefacten, maar met de nodige voorzichtigheid. Ook de datering van de vondsten is nog steeds een kwestie van controverse. Hoewel thermoluminescente analyse hun leeftijd bij 260.000-370.000 jaar legt, wordt zelfs deze datering door sommigen betwijfeld, wegens het gebrek aan vergelijkbare oude locaties in Siberië. Stenen artefacten, soms daterend uit dezelfde periode als de Diringvondsten, werden ontdekt bij de locaties Oelalinka en Mochovo-1, maar ook bij deze werd de menselijke herkomst zowel als de datering bestreden. 